# Daniel Colindres
Daniel Colindres Solera (ur. 10 stycznia 1985 w Alajueli) – kostarykański piłkarz występujący na pozycji lewego skrzydłowego, były futsalista, obecnie zawodnik Deportivo Saprissa.

## Kariera klubowa
Colindres pochodzi z miasta Alajuela, jest synem Honduranina i Kostarykanki. Początkowo trenował w juniorskiej ekipie Plaza Acosta. Od czternastego roku życia uprawiał futsal – w barwach reprezentacji prowincji Alajuela wziął udział w igrzyskach studenckich (Juegos Estudiantiles) i igrzyskach narodowych (Juegos Nacionales). Występował również w kostarykańskiej lidze futsalu jako zawodnik drużyny Santa Bárbara i kadrze narodowej. W wieku dwudziestu dwóch lat otrzymał propozycję profesjonalnego kontraktu w Brazylii, jednak zdecydował się ostatecznie uprawiać zawodowo tradycyjną piłkę nożną. Po nieudanej próbie znalezienia zatrudnienia w zespole LD Alajuelense, wziął udział w test-meczu organizowanym przez Roya Myersa – byłego reprezentanta Kostaryki. Dzięki udanemu występowi dołączył do prowadzonej przez Myersa drugoligowej ekipy Saprissa de Corazón, będącej filią krajowego potentata Deportivo Saprissa. Występował tam przez półtora roku.
Do pierwszej drużyny Saprissy został włączony przez Roya Myersa, gdy ten objął stery seniorskiego zespołu. W kostarykańskiej Primera División zadebiutował 17 stycznia 2010 w zremisowanym 0:0 spotkaniu z Ramonense, w późnym wieku dwudziestu pięciu lat. Już wiosennym sezonie Verano 2010 wywalczył z Saprissą mistrzostwo Kostaryki, jednak był wyłącznie rezerwowym (trzy występy) i bezpośrednio po tym udał się na wypożyczenie do niżej notowanego Santos de Guápiles. Tam od razu wywalczył sobie miejsce w wyjściowym składzie i premierowego gola w lidze strzelił 14 sierpnia 2010 w wygranej 2:0 konfrontacji z Deportivo Saprissa. Barwy Santosu reprezentował przez półtora roku bez poważniejszych sukcesów. Do Saprissy powrócił wobec odejścia Heinera Mory do Norwegii i już po kilku miesiącach został jednym z ważniejszych graczy formacji ofensywnej.
W lipcu 2013 Colindres został wypożyczony do zespołu Puntarenas FC, gdzie spędził sześć miesięcy jako czołowy piłkarz. Po kolejnym powrocie do Saprissy – w sezonie Verano 2014 – zdobył kolejny tytuł mistrza Kostaryki, tym razem już w roli kluczowego gracza ekipy. Sukces ten powtórzył również pół roku później – w jesiennym sezonie Invierno 2014, a w tym samym roku dotarł również do finału pucharu Kostaryki – Copa Popular. W sezonie Invierno 2015 wywalczył swoje czwarte mistrzostwo Kostaryki, natomiast piąty tytuł mistrza kraju osiągnął podczas rozgrywek Invierno 2016. W sezonie Verano 2017 zdobył z Saprissą wicemistrzostwo Kostaryki, zaś w lipcu 2017 został mianowany przez trenera Carlosa Watsona nowym kapitanem drużyny.

## Kariera reprezentacyjna
W lipcu 2007 Colindres znalazł się w składzie reprezentacji Kostaryki w futsalu na Igrzyska Panamerykańskie w Rio de Janeiro. Jego kadra odpadła wówczas z turnieju w półfinale po porażce z gospodarzem i późniejszym triumfatorem – Brazylią (1:8). Sam Colindres zanotował udany indywidualny występ i z sześcioma golami na koncie został najlepszym strzelcem kostarykańskiej drużyny – zdobył dwie bramki w fazie grupowej z Ekwadorem (6:4) i cztery w meczu o trzecie miejsce z Paragwajem (5:6).
W seniorskiej piłkarskiej reprezentacji Kostaryki Colindres zadebiutował za kadencji selekcjonera Jorge Luisa Pinto, 2 września 2011 w wygranym 1:0 meczu towarzyskim z USA.